# T 28 (Schiff)
T 28 war ein Flottentorpedoboot der Kriegsmarine. Es wurde im Sommer 1943 in Dienst gestellt und nach Westfrankreich verlegt. Am 6. Juni 1944 versenkte T 28, gemeinsam mit den Torpedobooten Möwe und Jaguar, den norwegischen Zerstörer Svenner bei einem Angriff auf die alliierten Invasionsverbände. Von August 1944 bis zum Kriegsende war T 28 in der Ostsee an den Rückzugskämpfen der deutschen Wehrmacht beteiligt. Dabei überstand das Boot am 11./12. Dezember 1944 im Finnischen Meerbusen unbeschädigt einen Versuch der 6. Zerstörerflottille, eine Minenunternehmung vor Reval, heute Tallinn, durchzuführen, bei der die Flottille in ein deutsches Minenfeld geriet. Z 35 und Z 36 sanken mit großen Personalverlusten. T 28 entkam unbeschädigt mit dem Schwesterboot T 23 und dem Zerstörer Z 43.
Das bei Kriegsende in Kiel liegende Boot kam 1947 als Kriegsbeute nach Frankreich und wurde dann ab 1949 als Le Lorraine mit dem Schwesterboot L'Alsacien (ex T 23) von der französischen Marine eingesetzt. Das Boot wurde 1955 außer Dienst gestellt und schließlich 1959 abgebrochen.

## Baugeschichte
T 28 war das siebte Boot vom Typ Flottentorpedoboot 1939. Die Boote wurden wegen ihrer Größe von den Briten als „Elbing destroyer“ bezeichnet.
Die Kiellegung des Bootes erfolgte am 24. September 1941 in Elbing, der Stapellauf am 24. Juni 1942. Das Boot wurde am 19. Juni 1943 von Korvettenkapitän Carl-August Richter-Oldekop in Dienst gestellt und begann mit der Ausbildung seiner Besatzung in der Ostsee. Das Boot wurde der 4. Torpedobootsflottille zugeteilt.

## Einsatzgeschichte
Nach Abschluss der Ausbildung sollten T 28 und ihr Schwesterboot T 29 nach Westfrankreich verlegen. Am 21. Januar 1944 konnten beide Boote beim Verlegungsmarsch durch den Kanal gegen sie angesetzten britischen MTB´s erfolgreich ausweichen. In der Dover-Enge erhielt T 28 beim Angriff von zwei Albacore-Flugzeugen der RAF ein Leck im Kesselraum.

### Einsatz im Kanal

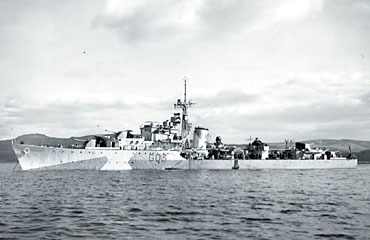
Der norwegische Zerstörer Svenner

Von Le Havre aus griff die 5. Torpedoboots-Flottille unter Korvettenkapitän Hoffmann mit T 28, Möwe und Jaguar in der Nacht zum 6. Juni die zur Eastern Naval Task Force gehörende britischen Schiffe der „Force S“ vor Sword Beach an und versenkte dabei den norwegischen Zerstörer Svenner. Weitere Torpedos verfehlten die Schlachtschiffe Warspite und Ramillies und das Führungsschiff Largs. Ein weiterer Vorstoß der drei Boote in der Nacht zum 7. Juni blieb erfolglos, und in der Nacht zum 9. endete ein erneuter Angriff in einem Gefecht mit britischen MTBs und dem Rückzug. In der folgenden Nacht scheiterte der nächste Angriffsversuch an einer Zerstörer-Patrouille mit der Ursa, der norwegischen Glaisdale und der polnischen Krakowiak. In der Nacht zum 13. Juni waren nur T 28 und Möwe einsatzbereit und griffen ohne Erfolg die Zerstörer Stord und Scorpion an.

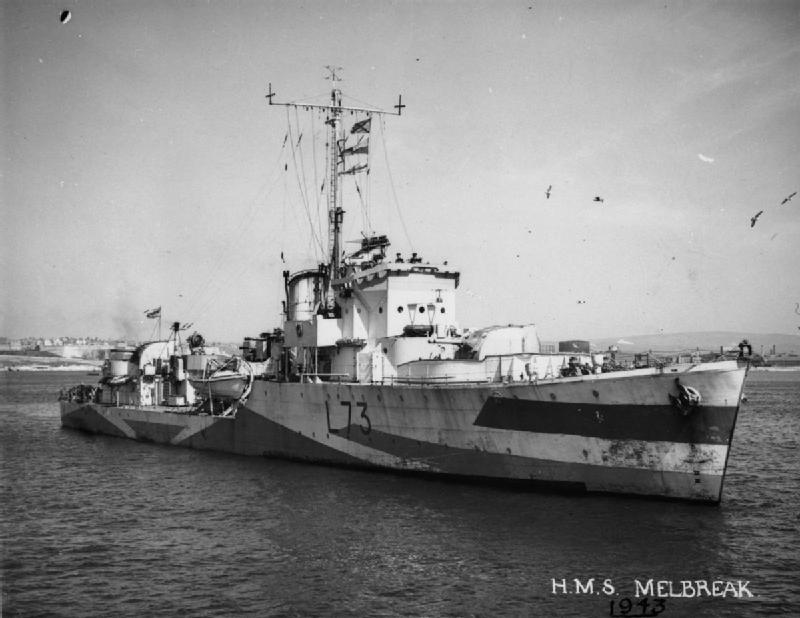
Der Geleitzerstörer Melbreak

T 28 überstand als einziges Torpedoboot den schweren Luftangriff auf die in Le Havre konzentrierten leichten deutschen Seestreitkräfte am 14./15. Juni 1944, der neben vielen kleineren Einheiten die Torpedoboote Möwe, Jaguar, Falke und die schon schwer beschädigte Kondor vernichtete.
In der Nacht zum 22. Juli 1944 verlegte T 28 mit drei Schnellbooten von Le Havre nach Boulogne und wehrte auf dem Marsch einen Angriff des Hunt-Zerstörers Melbreak ab. In der folgenden Nacht marschierte T 28 im Schutz der 8. Schnellboot-Flottille von Boulogne weiter nach Hoek van Holland und wich einem Angriff des Zerstörers Forester, der Fregatte Stayner und MTBs aus. Bis zum 27. Juli 1944 gelang T 28 trotz weiterer MTB-Angriffe der Rückmarsch in die Heimat.

### Einsätze in der Ostsee
Am 20./21. August 1944 erfolgte der erste Einsatz von T 28 in der Ostsee, als die 2. Kampfgruppe unter Vizeadmiral Thiele mit dem Schweren Kreuzer Prinz Eugen, den Zerstörern Z 25, Z 28, Z 35, Z 36 und den T-Booten T 23 und T 28 in die Landkämpfe gegen die sowjetischen Spitzen am Rigaer Meerbusen bei Tukkum eingriff. Mit Unterstützung der Schiffsartillerie wurde eine Landverbindung zur abgeschnittenen Heeresgruppe Nord wiederhergestellt. Die Prinz Eugen wurde dabei durch die 2. Torpedobootsflottille mit den Torpedobooten T 1, T 4, T 8, T 9 und T 10 gesichert.
Am 14. September liefen T 23, T 28 und die Zerstörer Z 25, Z 28 und Z 36 nochmals in den Finnischen Meerbusen und erreichten am 15. September Reval. Am 18. September verließen T 23 und T 28 zusammen mit den Minenschiffen Brummer und Linz den Hafen und liefen nach Baltischport und am 19. September in den Finnischen Meerbusen zum Werfen einer weiteren Minensperre. Am 20. September kehrten die Torpedoboote nach Reval zurück, luden weitere Minen und liefen am Abend zusammen mit M 18 und M 29 nach Baltischport aus. Von dort verlegten sie zusammen mit den beiden Minenschiffen eine weitere Minensperre („Nilhorn II“) im Finnischen Meerbusen. Am 21. September liefen die beiden Torpedoboote nochmals Reval an, dessen Räumung an diesem Tag bereits in vollem Gang war. Bis zum späten Abend waren die Boote an der Abwehr russischer Fliegerangriffe beteiligt. Am Folgetag geleiteten sie nach Sprengung der wichtigsten Hafenanlagen die letzten deutschen Transporter und Marinefährprähme von Reval nach Gotenhafen. Dabei wehrten die beiden Torpedoboote mehrere russische Luftangriffe ab.
Als die deutschen Truppen auf den baltischen Inseln die sowjetischen Kräfte nicht aufhalten konnten und sich bis zum 20. Oktober auf die Halbinsel Sworbe zurückzogen (Unternehmen Aster), konnte die Lage an Land durch das Eingreifen der Kampfgruppe unter Vizeadmiral Thiele kurzzeitig stabilisiert werden. Am 22. Oktober kamen auch die beiden Torpedoboote T 23 und T 28 bei Sworbe als Artillerieunterstützer von See zum Einsatz. Am 19. November griffen T 23 und T 28 nochmals von See in die Kämpfe um Sworbe ein; sie gingen am gleichen Tag trotz starker sowjetischer Luftangriffe sogar an die Ostseite Sworbes.
Nach Durchführung verschiedenen Geleitaufgaben beteiligte sich T 28 am Versuch der 6. Zerstörerflottille unter Kapitän zur See Kothe am 11./12. Dezember 1944 mit Z 35, Z 36, Z 43 sowie T 23, eine Minenlegeunternehmung „Nil“ vor Reval durchzuführen. Wegen des sehr schlechten Wetters waren die dafür wichtigen genauen Standortbestimmungen auf dem Marsch nicht möglich, Kothe brach aber die Unternehmung nicht ab. Beim Endanlauf zum Minenwurf gerieten Z 35 und Z 36 auf deutsche Minen (wahrscheinlich der „Nilhorn“-Einsätze von Mitte September) und sanken nordöstlich von Reval auf 59° 34′ N, 24° 49′ O. Nur 87 Besatzungsangehörige überlebten, mehr als 540 starben. 67 Überlebende wurden auf Rettungsflößen in Finnland angetrieben und dann gemäß den Waffenstillstandsvereinbarungen als Kriegsgefangene an die Sowjetunion ausgeliefert. Auch sowjetische Schnellboote bargen einige Überlebende von Z 35. Die beiden Flottentorpedoboote und Z 43 brachen den Einsatz, ohne ihre Minen zu werfen, nach dem Verlust der beiden anderen Zerstörer ab.

### Einsätze 1945
Um den Gegenangriff der Reste der deutschen 3. Panzerarmee aus dem Raum Fischhausen zu unterstützen, die in West-Samland eine durchgehende Frontlinie aufbauen wollte, griffen vom 2. bis 5. Februar 1945 mehrfach der Zerstörer Z 25 und die Torpedoboote T 28 und T 33 in die Landkämpfe ein. Am 8. Februar unterstützte T 28 mit dem Schweren Kreuzer Lützow und den Torpedobooten T 8 und T 33  sowie am 9. und 10. Februar mit dem Schweren Kreuzer Admiral Scheer und Z 34, T 23 und T 36 die deutsche 4. Armee bei Frauenburg gegen sowjetische Angriffsspitzen. Weitere Einsätze von T 28 erfolgten vom 18. bis 19. Februar vor der Südküste Samlands. Am 20. Februar gingen die T-Boote in den Königsberger Seekanal und setzen die Beschießung von dort fort. Am 23. Februar 1945 griffen Z 43, Z 38 und T 28 wieder in die Landkämpfe ein, die nochmals eine Verbindung nach Königsberg herstellten.

## Letzte Einsätze
Die nach der Kapitulation der Wehrmacht in Nordwestdeutschland und Dänemark außerhalb der deutschen und dänischen Hoheitsgewässer befindlichen Frachter Linz, Ceuta und Pompeji, der Hilfskreuzer Hansa, die Zerstörer Hans Lody, Friedrich Ihn, Theodor Riedel und Z 25 und die T-Boote T 17, T 19, T 23, T 28 und T 35 liefen am 5. Mai 1945 nach Hela und schifften dort zusammen mit kleineren Booten Soldaten und Flüchtlinge ein. Nach Abwehr sowjetischer Schnellbootsangriffe vor Kolberg trafen die Schiffe am 6. Mai vor Kopenhagen ein, wo die schnellen Kriegsschiffe auf der Reede entladen wurden, um nochmals auslaufen zu können. Zusammen mit den von Swinemünde gekommenen Zerstörern Z 38 und Z 39 sowie dem Torpedoboot T 33 liefen die Karl Galster, die Friedrich Ihn, die Hans Lody, die Theodor Riedel, Z 25, T 17, T 19, T 23 und T 28 nochmals am 7. Mai Hela an und nahmen bis zum Morgen des 8. Mai, vor Eintreten der Waffenruhe, weitere Soldaten und Flüchtlinge an Bord, die am 9./10. Mai 1945 in Schleswig-Holstein ausgeschifft wurden.

## Kommandanten
| 19. Juni 1943 bis April 1944 | Korvettenkapitän Carl-August Richter-Oldekop |
| April 1944 bis 8. Mai 1945   | Kapitänleutnant Hans Walter Temming          |

## Nachkriegsverwendung
Nach einigen Instandsetzungsarbeiten noch in Deutschland wurde T 28 im Januar 1946 nach England und dann im Februar 1946 nach Cherbourg verlegt. Am 4. Februar 1946 wurde das Boot von der französischen Marine als Torpilleur Le Lorrain mit dem Schwesterboot T 23 (als L´Alsacien) übernommen. Anders als die gleichzeitig übernommenen vier Kriegsmarine-Zerstörer wurden die beiden Flottentorpedoboote vorerst in der Reserve behalten. 1948 wurden die Boote durch den Ausbau der deutschen leichten Flugabwehrgeschütze und den Einbau von 40-mm-Bofors-Geschützen geringfügig modernisiert.
1949 kamen die beiden Boote im Mittelmeer bei der französischen Flugzeugträgergruppe in den aktiven Dienst. 1950 änderte sich die Kennung der Le Lorrain von T08 in D605 und sie diente nun bei der Erprobungsgruppe für U-Boot-Abwehrwaffen. So wurden an Bord zuletzt neue Torpedorohre und Sonargeräte für in Bau befindliche schnelle Geleitboote getestet.
Das Boot wurde am 31. Oktober 1955 in Cherbourg außer Dienst gestellt, danach als Hulk noch eine Weile weitergenutzt und dann 1959 verschrottet.